# Pseudolasius pygmaeus
Pseudolasius pygmaeus é uma espécie de formiga do gênero Pseudolasius, pertencente à subfamília Formicinae.